# نهائي الدرع الخيرية 1980
نهائي الدرع الخيرية 1980 هو النهائي رقم 58 لبطولة درع الاتحاد الإنجليزي لكرة القدم، هي مباراة كرة القدم سنوية لعبت بين الفائزين بدوري كرة القدم وكأس الاتحاد الإنجليزي من مسابقات الموسم الماضي، أقيمت المباراة يوم 9 أغسطس 1980 في ملعب ويمبلي، وكان لعبت بين بطل دوري كرة القدم 1979-1980 نادي ليفربول وبطل كأس الاتحاد الإنجليزي وست هام يونايتد، وانتهت المباراة بفوز ليفربول (1-0)، والهدف الوحيد سجل من تيري مكديرموت في الدقيقة 17 من مسافة قريبة من حارس المرمى وست هام فيل باركس.

## التفاصيل
| نادي ليفربول      | 1–0 | وست هام يونايتد |
| ----------------- | --- | --------------- |
| تيري مكديرموت 17' |     |                 |